# 藤沢市立本町小学校
藤沢市立本町小学校（ふじさわしりつほんちょうしょうがっこう）とは、神奈川県藤沢市本町にある公立小学校である。

## 概要
藤沢第一尋常小学校、藤沢第三尋常小学校の児童数増加のため分離し創立。湘南砂丘地帯にあって、旧・東海道五十三次の藤沢宿の南側に位置する。
通称は本町小。

## 沿革
（沿革節の主要な出典は公式サイト）
- 1938年（昭和13年）4月1日 - 藤沢第一尋常小学校（現・藤沢市立藤沢小学校）、藤沢第三尋常小学校（現・藤沢市立鵠沼小学校）から分離し児童数965名で創立。藤沢第四尋常小学校と称す。
- 1939年（昭和14年）5月 - 校歌制定。作詞：朝倉恭二、作曲：徳山璉
- 1941年（昭和16年）4月1日 - 国民学校令により改称。藤沢第四国民学校と称す。
- 1947年（昭和22年） - 学校教育法により改称。藤沢市立本町小学校と称す。
- 1958年（昭和33年）3月25日 - 児童の一部、藤沢市立藤沢小学校へ移籍。
- 1971年（昭和46年）3月31日 - 児童の一部、藤沢市立俣野小学校（新設）へ移籍。
- 1974年（昭和49年）3月31日 - 児童の一部、藤沢市立大越小学校へ移籍。
- 1977年（昭和52年）4月1日 - 児童の一部、藤沢市立俣野小学校へ移籍。
- 1983年（昭和58年）4月1日 - 児童の一部、藤沢市立大清水小学校（新設）へ移籍。

## 所在地情報
所在地
- 神奈川県藤沢市本町2丁目6番17号

交通
- 小田急江ノ島線藤沢本町駅より徒歩12分
- JR東日本東海道本線藤沢駅より徒歩15分

## 進学先
- 藤沢市立第一中学校
- 藤沢市立大清水中学校

## 著名な出身者
- 青木勇人[3]（プロバスケットボール選手）
- 高木駿[4]（サッカー選手）